# Øremærke
Et øremærke er en særlig mærkning i et dyrs øre. Det kan f.eks. bruges til at angive ejerforhold eller løbenummer på et husdyr.

## CHR-godkendte øremærker
Inden for EU skal tamkvæg og andre drøvtyggere i dag bære et gult øremærke i hvert øre, der med seks små tal angiver fødselsbesætningens CHR-nummer, og med fem eller seks store tal angiver dyrets løbenummer på denne ejendom. Øremærket er det samme, selvom dyret sælges til en anden gård. Der er således en række EU-bestemmelser for, hvordan disse øremærker skal udformes. Ved transport af dyret, skal de transporterede dyrs øremærker indberettes til det centrale husdyrregister.
Tidligere brugtes noget mindre metalclips, der var ca. 1 cm brede og ca. 10-15 cm lange. Disse clips blev bøjede på deres midte og clipset fast i dyrets øre. Det var dog svært at aflæse nummeret på et levende dyr; især ejendomsnummeret på indersiden i øret.

## Kantklipning
På de enkelte gårde har man også anvendt et system, der gav mulighed for to-cifrede løbenumre. Her klippede man hakker i ørerne foroven, på spidsen og forneden, og det ene øre angav 10'ere mens det andet angav 1'ere. Hakkernes placering angav så 1, 3 eller 5 i værdi.
Systemet har været individuelt fra ejendom til ejendom, men det mest udbredte system har været, at klip i koens højre øre angav 10, 30 og 50, mens klip i koens venstre øre angav 1, 3 og 5. Et klip i toppen af øret angav 1, et klip i ørespidsen var 3, og et klip i bunden af øret 5. Et klip midt i øret blev brugt til at angive henholdsvis 100 eller 0. For at kunne benytte samtlige numre fra 0 til 99 eller 199, var det nødvendigt at klippe to mærker i overkanten af øret for tallene 2 og 7.

## Overført betydning
I økonomisk sammenhæng taler man om "øremærkede" midler i betydningen "midler, som er tiltænkt et specifikt formål" – i modsætning til for eksempel bloktilskud, som tildeles til den almindelige drift.